# قره داغ
قرة داغ مدينة عراقية ومركز قضاء في محافظة السليمانية شمال العراق. تقع البلدة على جبل قره داغ. من أعلامها عبد الرحمن القره داغي.